# Pont suspendu de Menai
Le pont suspendu de Menai (en anglais : Menai Suspension Bridge, en gallois : Pont Grog y Borth), dû à Thomas Telford, franchit le détroit de Menai, un bras de mer entre l'île d'Anglesey et le comté Gwynedd (pays de Galles).

## Avant le pont
Avant l'ouverture de ce pont en 1826, la traversée ne pouvait être effectuée que par un bac, ou bien à pied à marée basse, mais non sans difficultés. En 1800, lorsque fut signé l'Acte d'Union, les échanges avec l'Irlande s'accrurent notablement, et l'on décida la construction d'un pont pour relier commodément le port d'Holyhead au reste du territoire britannique.

## Un pont suspendu à chaînes
L'ingénieur écossais Thomas Telford fut chargé d'améliorer l'itinéraire de Londres à Holyhead. Un pont fut donc prévu, qui devait permettre aux voiliers de passer en toutes circonstances avec leur gréement. À cette fin, la hauteur du tablier devait être de 100 pieds au-dessus des hautes eaux.
La construction du pont commença en 1819 par les tours des deux côtés du détroit. Thomas Telford reçut favorablement les conseils avisés de l'ingénieur Davies Gilbert, qui était pourtant de 11 ans son cadet, et qui avait étudié au Pembroke College, à Oxford, les propriétés remarquables de la courbe de la chaînette (« catenary curve »), prônées par leur compatriote Robert Hooke en 1675. Un « amateur » comme Davies Gilbert, arriva à persuader un ingénieur chevronné comme Thomas Telford, âgé de 65 ans, d'augmenter la hauteur des tours au-dessus de la chaussée de 25 à 50 pieds, pour assurer « la solidité et la pérennité du pont ».
Il démontra que la plus grande tension dans la chaîne, au niveau des points d'appui, serait minimale si la flèche de la chaine était le tiers de la longueur de la travée, alors que Thomas Telford proposait une hauteur de 25 pieds pour une longueur de 560 pieds, soit un rapport de 1/22. Davies Gilbert, multipliait par deux, la hauteur des tours, ce qui permettait à la tension de la chaîne, de diminuer de moitié, ce qui fut accepté par Thomas Telford, non sans avoir fait vérifier les calculs théoriques de Davies Gilbert,, sur la tension de la chaîne, par les mathématiciens Peter Barlow, et James Jardine (en).
Puis arrivèrent les seize chaînes de suspension, chacune constituée de 935 œillets-barres de fer forgé, qui soutiennent la travée, pour une portée de 176 mètres (577 pieds). Les chaînes mesurent chacune 522,3 mètres (1 714 pieds) et pèsent 121 tonnes. Leur pouvoir de suspension a été calculé à 2 016 tonnes. Pour éviter la rouille, chaque chaînon fut d'abord trempé dans un bain d'huile de lin, avant d'être peint. Sur les tours, les chaînes reposaient sur des roulements à rouleaux, installés sur des selles en fonte.
Finalement, le pont fut inauguré en fanfare le 30 janvier 1826.
Le pont et la modernisation de la route réduisaient ainsi le voyage de Londres à Holyhead, autrefois de 36 heures, à 27 heures en calèche (5,5 heures aujourd'hui). Ce pont n'était certes pas le premier pont suspendu, mais il était beaucoup plus grand que tous ceux construits auparavant, et on le considère, à juste titre, comme le premier des grands ponts suspendus modernes

Le pont suspendu de Menai
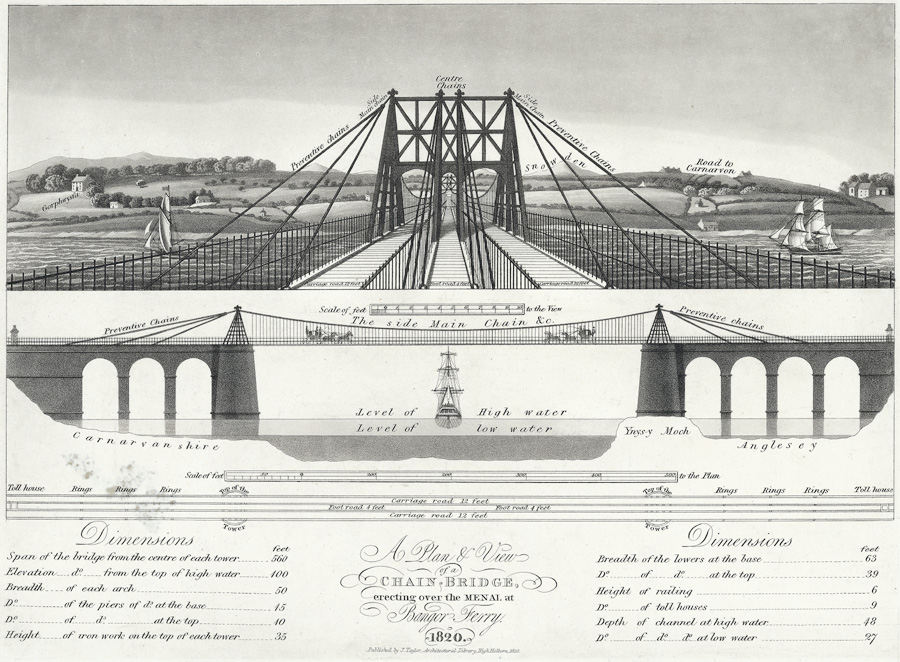
Plan du pont suspendu, en 1820.
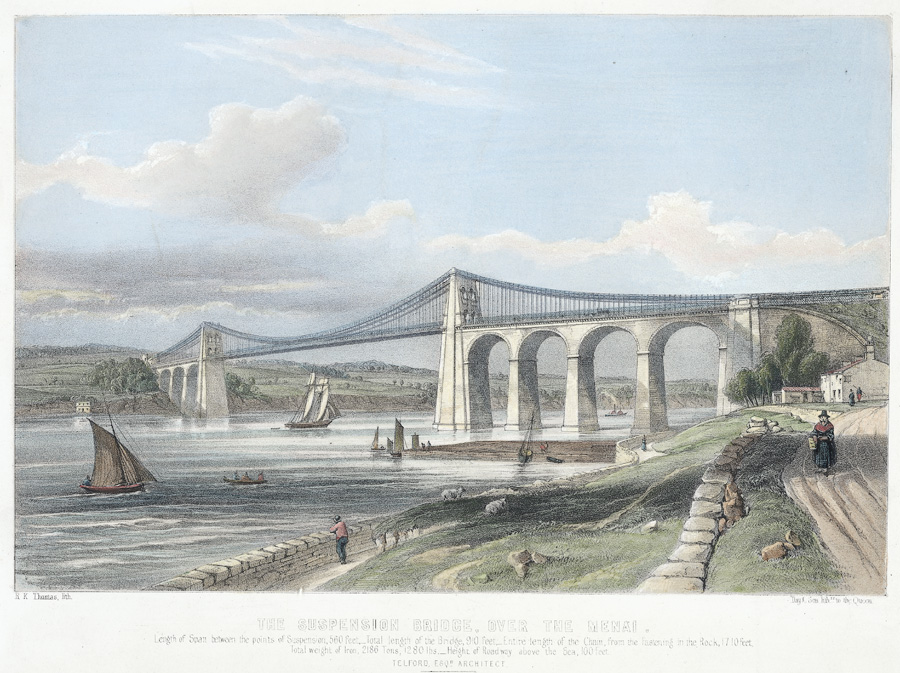
Le pont suspendu, en 1840.
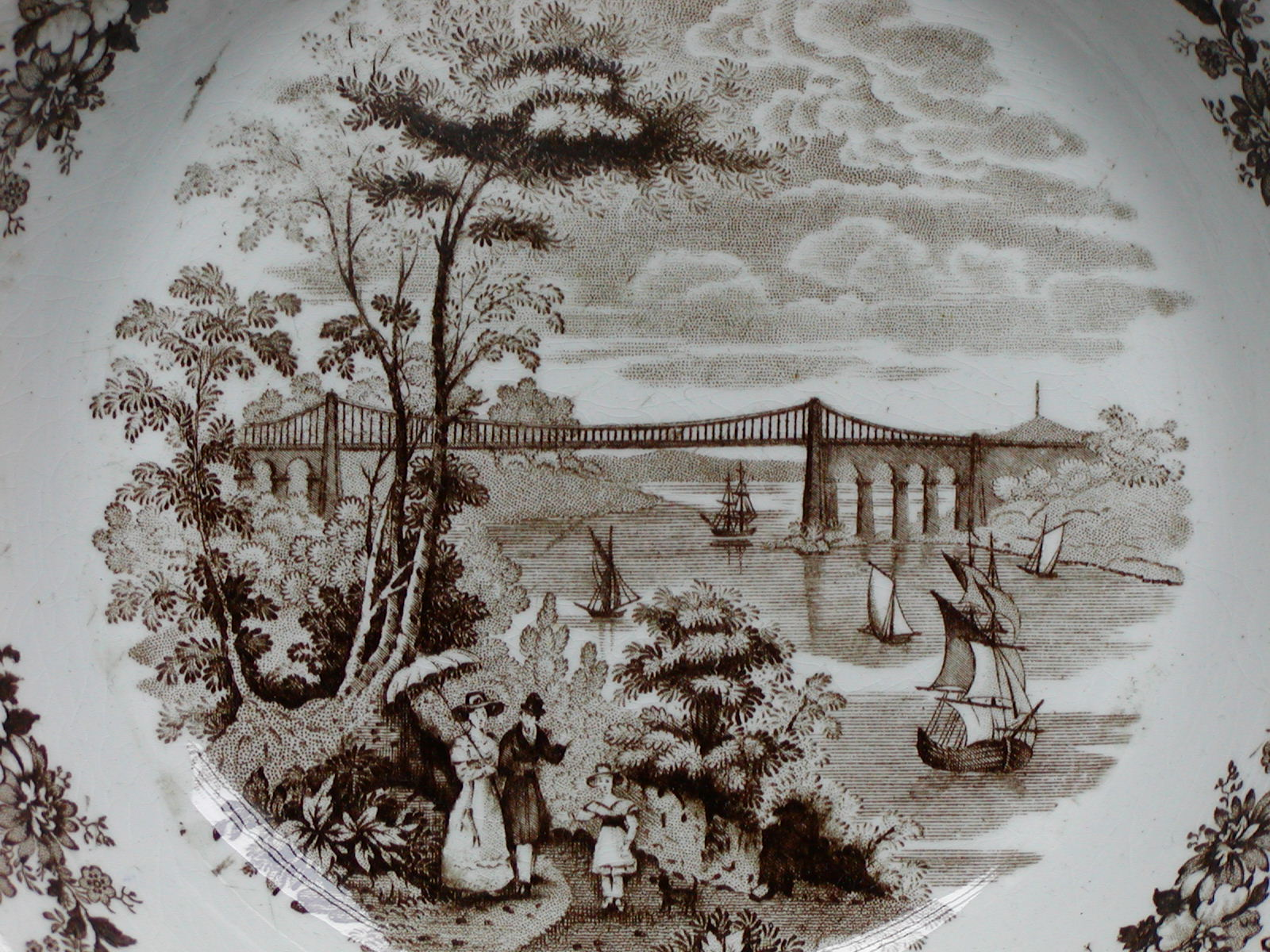
Le Menai Bridge représenté sur un plat de grès du Staffordshire, vers 1840 (Coll. J L Runeberg).

## L'utilisation des chaînes

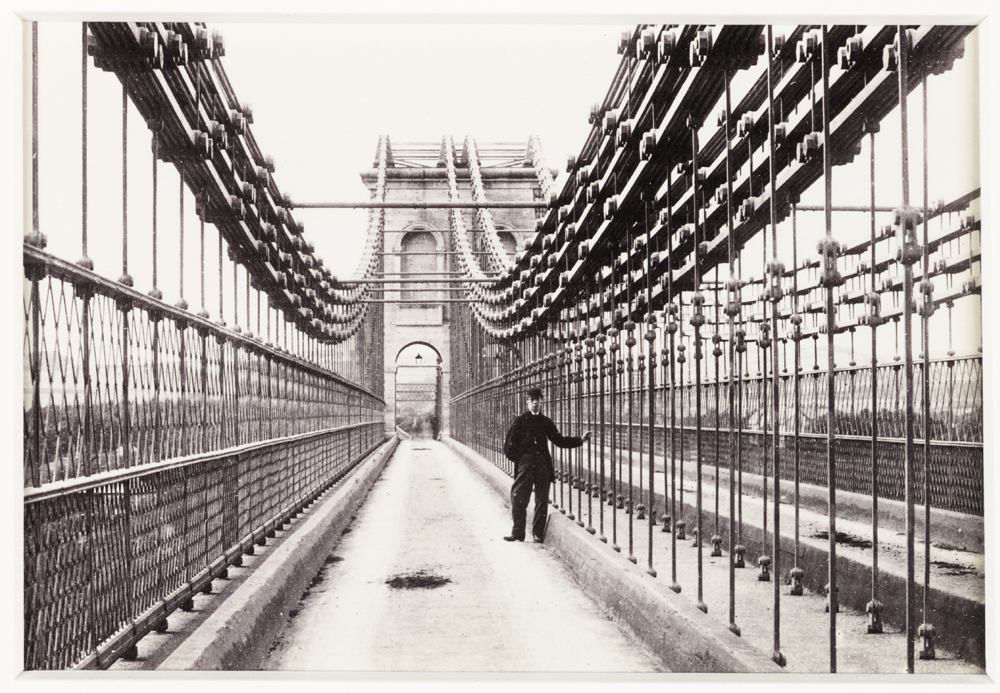
Détail des de chaînes de suspension, en fer forgé (1880).

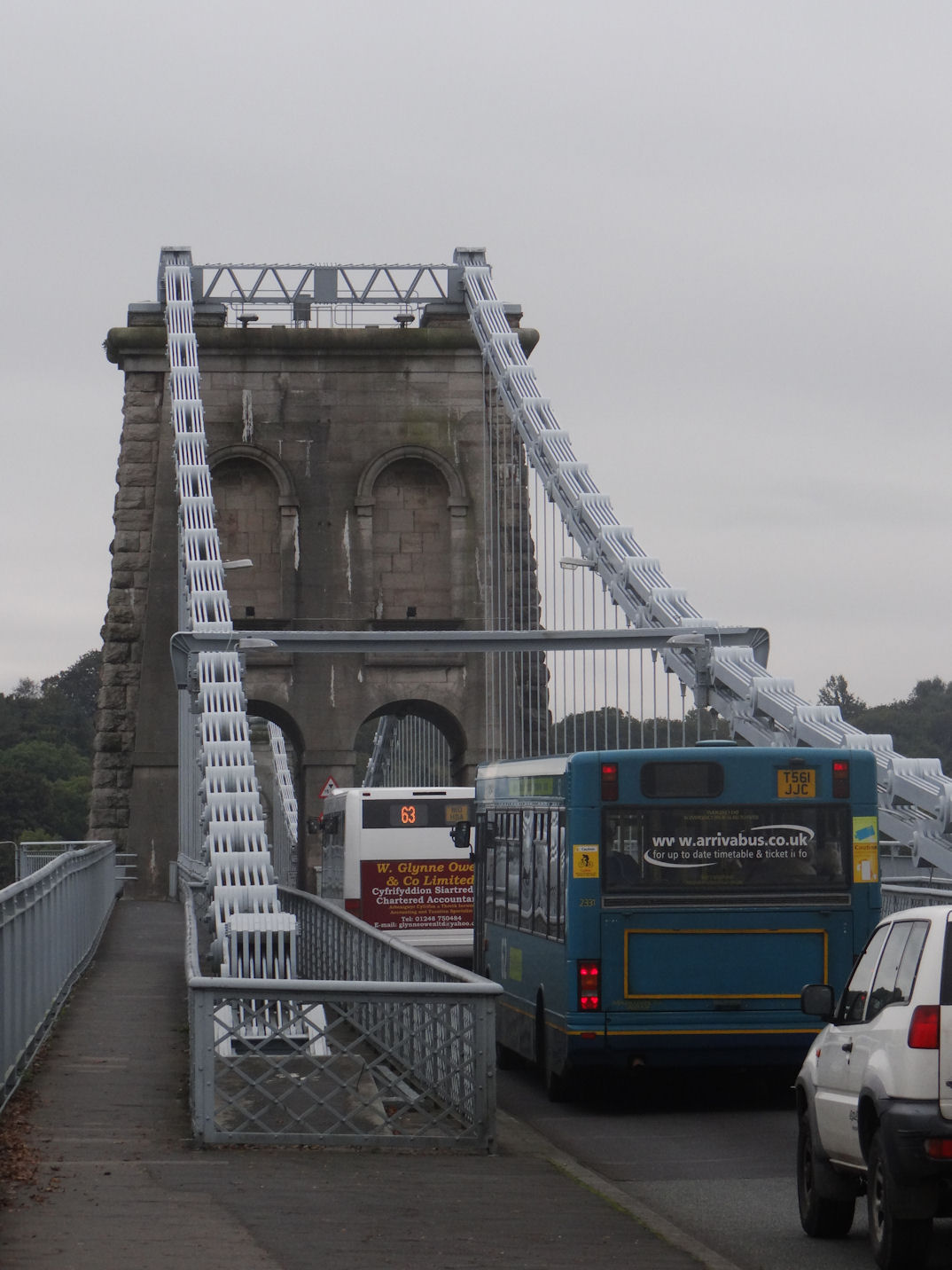
L'étroitesse du pont pose des problèmes, compte tenu du trafic actuel (2012).

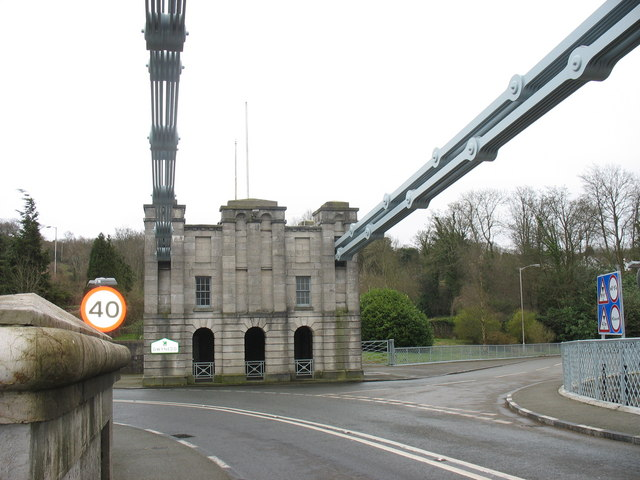
Tour d'ancrage des de chaînes de suspension, en acier (2007).

Thomas Telford avait rencontré précédemment, Samuel Brown, un officier de marine de la Royal Navy, qui avait conçu une nouvelle chaîne en fer forgé, servant à l'ancrage des navires, et avait aussi breveté en 1817, un système d'assemblage œillet-barre (eyebar (en)) en fer forgé, pour une utilisation dans les ponts suspendus. Il avait aussi inventé une machine pour tester la résistance des chaînes et la tension au niveau des liens.
Thomas Telford avait été tellement impressionné par le travail de Samuel Brown qu'il a décidé d'utiliser ce système d'œillets-barres pour le pont de Menai, de préférence à ce qu'il avait envisagé précédemment : des câbles constitués de faisceaux de tiges en fer forgé, d'un demi-pouce carré. De plus, le nouveau système facilitait la maintenance, et la protection contre la corrosion.
La ferronnerie a été forgée par le Maître de forges, William Hazeldine (en), dans ses trois fonderies, dont « Plas Kynaston Iron Foundry », à Trevor, près de Shrewsbury dans le Shropshire. L'ingénieur John Provis, frère cadet de William Provis, sous-traitant de Thomas Telford, responsable de la ferronnerie du pont, a testé les 15 000 œillets-barres nécessaires, et de nombreux autres composants à une contrainte de traction de 11 tonnes, soit environ deux fois la contrainte réelle de travail (coefficient de sécurité de 100 %). Chacune des 16 chaînes, d'un poids unitaire de 121 tonnes, a été transportée sur place, avec l'aide de cabestans par une équipe de 150 hommes, travaillant en équipe.
Sous la supervision de l'ingénieur Thomas Rhodes, la pose des chaînes a commencé, avec la première section côté Caernarfonshire, au sommet de la tour Est qui a été laissée pendre dans l'eau. Une autre a été posée, de l'autre côté, au sommet de la tour sur Anglesey. La partie centrale de la chaîne a été ensuite chargée sur un radeau, puis soigneusement positionnée (en tenant compte du courant et de l'heure de marée), entre les deux tours et reliée à la chaîne côté continent. Alors de nombreuses cornemuses et tambours, ont joué pour encourager l'équipe d'ouvriers, utilisant des palans et des câbles de 6,5 pouces de diamètre, pour raccorder la chaîne vers le sommet de la tour à Anglesey, en 1,30 heure. Les principaux artisans de la construction, Thomas Telford, John Wilson, Thomas Rhodes et William Provis, étaient présents le 26 avril 1825, pour le bouclage de la première chaîne. Les quinze chaînes restantes ont été soulevées et reliées de manière similaire au cours des dix semaines suivantes, jusqu'au 9 juin 1825. Les 796 tiges de suspension ont été ensuite fixées aux entretoises des œillets-barres, puis boulonnées à des barres de fer transversales supportant le tablier en bois.

## Le coût de la construction
Le coût de la construction dépassera de trois fois l'estimation initiale, pour atteindre 232 000 livres sterling. En effet, Thomas Telford a dû faire de nombreuses modifications à la conception, il n'avait pas de précédents pour le guider, et en conséquence a dû procéder avec une extrême prudence. Toutes les modifications envisagées devaient avoir été validées par des commissaires en 1818, puis en avril 1819, par un comité spécial, puis en juillet 1819, par une loi du Parlement.
- il a renforcé les œillets-barres des chaînes, en augmentant leur section, sur les conseils de l'ingénieur John Rennie (en).
- il a modifié la flèche des chaînes de suspension, sur les conseils de l'ingénieur Davies Gilbert, et en conséquence, en bâtissant des tours de 50 pieds, deux fois plus hautes que prévu à l'origine, réalisées en maçonnerie goujonnée, pour améliorer la résistance à la traction.
- il a déplacé et renforcé les ancrages des chaînes, en creusant 3 tunnels de chaque côté du détroit, tunnels profonds de 60 pieds (18,28 mètres), et de 6 pieds (1,82 mètre) de diamètre.

## Entretien et réparations
En décembre 1825, lors d'une tempête, il est devenu clair à Thomas Telford, que de grandes oscillations se produisaient à cause du vent (couplage aéroélastique). De plus, ces ondulations longitudinales n'étaient pas les mêmes dans les quatre rangées de chaînes : les chaînes sous le vent ondulaient différemment des chaînes au vent, et ces vibrations longitudinales différenciées provoquaient des effets de torsion du pont. Celles-ci se reproduiront lors d'une autre tempête les 4 et 5 janvier 1826, mais le pont sera inauguré le 30 janvier 1826.
Une semaine après l'ouverture du pont à la circulation, lors de la tempête du 6 février 1826, le pont de bois avait été endommagé au niveau des poutres transversales et 48 tiges de suspension avaient été brisées.
À l'été 1826, avec l'accord de Thomas Telford, William Provis solidarisa les quatre chaînes, par des fermes transversales : les oscillations latérales, qui étaient auparavant d'une amplitude maximale de 18 pouces (45 centimètres), furent réduites à 6 pouces (15 centimètres), sans pour autant supprimer les oscillations longitudinales.
Le 23 janvier 1836, une autre tempête avait généré de gros dégâts, entraînant une oscillation verticale de 16 pieds (4,8 mètres). William Provis et Thomas Rhodes recommanderont le raidissement immédiat du pont mais, ne possédant pas le prestige de Thomas Telford (décédé depuis deux ans), ne pourront obtenir des autorités politiques les approbations nécessaires.
Ce n'est qu'après une nouvelle tempête le 6 janvier 1839, détruisant de nouveau le tablier, que le platelage de bois sera remplacé et renforcé (132 tonnes de plus), les extrémités du pont redeviendront mobiles (comme à l'origine) et la travée suspendue pèsera alors 633 tonnes. La chaussée n'était large que de 24 pieds (7,31 mètres) et, toujours dépourvue de fermes longitudinales de raidissement, présentait un risque important de torsion du tablier.
Les préconisations de William Provis et de Thomas Rhodes seront enfin acceptées à l'été 1840, et le tablier renforcé longitudinalement.
En 1893, toute la surface en bois fut remplacée par des plaques d'acier, sous la supervision de l'ingénieur Sir Benjamin Baker, ce qui fit augmenter la charge suspendue de 1 016 tonnes, et au fil des ans, le tonnage se trouva limité à 4,5 tonnes, ce qui se révélera insuffisant.
En 1912, les 796 tiges de suspension reçurent de nouveaux raccords vissés, le parapet réseau fut renouvelé et les extrémités fixes de la plate-forme furent équipées de boulons de cisaillement qui, s'ils étaient soumis à de grandes forces latérales, permettaient au pont d'osciller. Ces modifications furent conçues par Edward George Rivers.
En 1923, trois poutres intérieures du pont furent enrobées dans du béton et le support de la route renforcé.

## La reconstruction

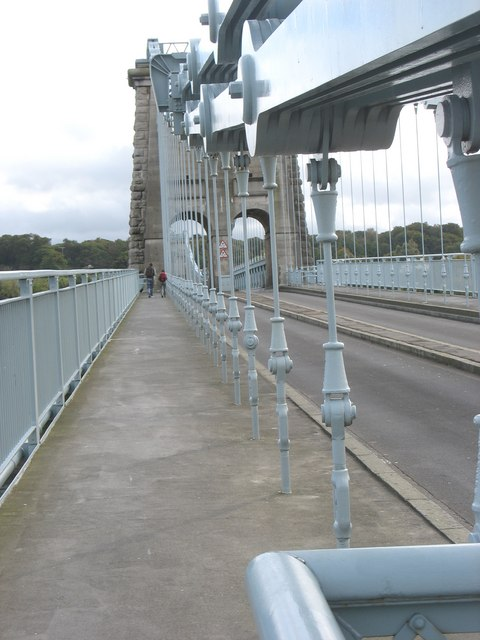
Détail des tiges de suspension, fixées au niveau des entretoises des œillets-barres (2008).

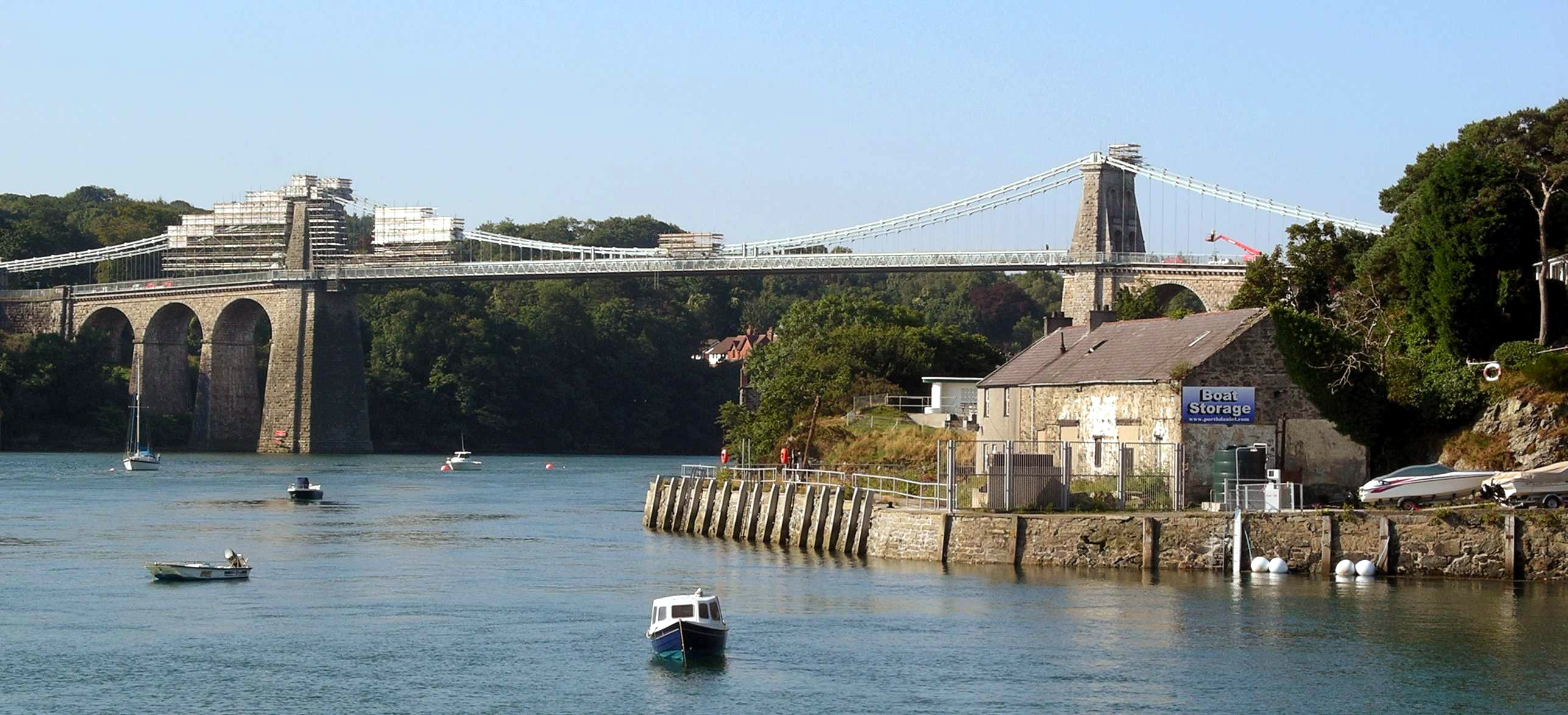
Août 2005 : réfection de la peinture.

La reconstruction avait été décidée, à la suite de trois inspections détaillées, en 1906, en 1917 et une dernière en 1922, réalisées par l'ingénieur Guy Maunsell, sous la direction de l'ingénieur Sir Alexander Gibb (en), (futur président de l'Institut des ingénieurs civils, en 1936, et biographe de Telford). Les études déboucheront sur la reconstruction du pont, tel qu'on le connait actuellement.
Au début des travaux en 1938, d'une durée de 30 mois, les mouvements de véhicules avaient été limités, l'écoulement du trafic maintenu, les caractéristiques architecturales du pont, conservées, et les travaux devaient être réalisés par la société d'ingénierie Dorman Long (en), (ancien employeur de Guy Maunsell).
Les quatre groupes de quatre chaînes en fer forgé, avaient été remplacés par deux groupes de deux chaînes en acier, et les chaînes, protégées par deux couches de zinc à chaud (procédé « Schori »), puis recouvertes par quatre couches de peinture.
Deux poutres longitudinales de raidissement s'étendant de chaque côté de la chaussée, avaient été installées, avec la construction de deux trottoirs extérieurs.
Les ouvertures cintrées à travers les tours de maçonnerie avaient été élargies pour deux nouvelles chaussées, nivelées d'octobre 1940 jusqu'en août 1941.
En 1946, Guy Maunsell a publié un ouvrage consacré à la reconstruction du pont suspendu de Menai, dans lequel il a reconnu l'élégance de l'ancien pont, ses excellentes proportions, qu'il avait été adapté à l'environnement, construit avec soin avec les meilleurs matériaux de l'époque. Pour ce livre, il obtint le Prix Telford Premium, décerné par l'Institut des Ingénieurs Civils (ICE).
En 1978, un tablier en béton armé de 10 pouces, a été ajouté pour élargir la voie de circulation.
En 1999, il fut encore une fois rénové et renforcé et, cette fois, la circulation reportée un mois durant, vers le tout proche pont Britannia.
En 2005 a été entreprise la première réfection totale de la peinture depuis 65 ans : la circulation fut alors alternée sur une seule voie pour une durée de six mois.

## Monument d'Aberfan
Le sentier côtier d'Anglesey passe sous le pont. Côté Anglesey a été élevé un monument à la mémoire des victimes de la catastrophe d'Aberfan : le matin du 21 octobre 1966, un terril s'effondra sur l'école du village minier d'Aberfan, ensevelissant 144 personnes, dont 116 enfants.